# Comminianus
Comminianus (4. század) római grammatikus.
Egyetlen munkája, amely később Flavius Sosipater Charisius egyik fő forrása lett, leginkább az iskolai szükségletek kielégítésére szorítkozott.